# Stanley Vickers
Stanley Frank Vickers (Lewisham, 18 de junio de 1932-Seaford, 17 de abril de 2013) fue un atleta británico especializado en la marcha atlética.
En los Juegos Olímpicos de Melbourne de 1956 consiguió el diploma olímpico al ocupar el quinto puesto en la distancia de 20 km. Espoleado por el buen resultado conseguido, ganó el trofeo de la Race Walking Association (RWA) sobre la distancia de 10 millas en 1957 y 1958 y sobre 20 millas en 1960. Ganó también el trofeo de la Amateur Athletics Association (AAA) en las distancias de 2, 7 y 10 millas durante la temporada 1957-1958. En 1960 volvió a ganar el título en las 2 millas.
En el Campeonato Europeo de Atletismo de 1958 celebrado en Estocolmo terminó en el primer puesto, por delante de Leonid Spirin y Lennart Back.
Consiguió el tercer puesto en la distancia de 20 km marcha en los Juegos Olímpicos de Roma de 1960, A su regreso Vickers, que trabajaba en la Bolsa de Londres, tuvo el nada habitual honor de ser llevado a hombros de sus compañeros de trabajo por la sala de compraventas.
Su mejor marca personal en la distancia de los 10 km marcha es de 43:43.6 conseguida en el año 1960. En los 20 km la marca es de 1h28:53 (1959).